# Genetic World
"Genetic World — перший альбом французького тріо електронної музики Télépopmusik, випущений у 2001 році. Альбом був перевиданий у 2002 році за бажанням виробника Гейзенберга. Ангела Маккласкі з'явилася як спеціальний гість в ролі вокаліста і співавтора багатьох треків альбому. Вона виступала на «Smile», «Yesterday Was a Lie», сингл «Breathe», і «Love Can Damage your Health».

## Треки
1. «Breathe» — 4:39
2. «Genetic World» — 3:59
3. «Love Can Damage your Health» — 5:32
4. «Smile» — 3:58
5. «Dance Me» — 3:33
6. «Da Hoola» — 4:12
7. «Let's Go Again» — 3:01
8. «Trishika» — 5:56
9. «Yesterday Was a Lie» — 4:59
10. «L'Incertitude D'Heisenberg» — 5:50